# Tricia Bader
Tricia Lynne Bader, coniugata Binford (Boise, 26 febbraio 1973), è un'ex cestista e allenatrice di pallacanestro statunitense, professionista nella WNBA.

## Carriera
È stata selezionata dalle Utah Starzz al quarto giro del Draft WNBA 1998 (31ª scelta assoluta).